# Бурлак, Николай Григорьевич
Никола́й Григо́рьевич Бурла́к (1 апреля 1914 — 27 марта 2008) — советский и украинский партийный, общественный и государственный деятель. Герой Социалистического Труда (1971).

## Биография
Николай Бурлак родился 1 апреля 1914 года в Дебальцево (территория нынешней Донецкой области, Украина). По национальности — украинец. Образование получил в Харьковском железнодорожном техникуме, который окончил в 1933 году. С 1945 по 1958 годы занимался партийной работой в Золочиве (Харьковская область), параллельно обучался в Московской высшей партийной школе, которую окончил в 1956 году и на экономическом факультете в Харьковском государственном университете, который окончил в 1957 году. В 1958 году занял должность председателя Золочевского районного исполнительного комитета, а в 1961 году стал первым секретарем Золочевского районного комитета КПСС, с 1963 года — первый секретарь Богодуховского районного комитета Коммунистической партии Украины. Во время его нахождения на должности район стал одним из передовых. Во время восьмой пятилетки производство зерна районе  выросло на 17%, сахарной свеклы – на 30,8%, мяса – на 69,7%, молока – на 26%. 8 апреля 1971 года Николаю Бурлаку было присвоено звание Герой Социалистического Труда. В том же году был делегатом на XXIV съезде КПСС.
До 1978 года возглавлял районный комитет Коммунистической партии, а затем до 1987 года занимал должность директора  Богодуховского училища механизации. Вышел на пенсию, но продолжил заниматься общественной деятельностью. С 1987 по 1991 годы и c 1996 по 2008 годы был председателем Богодуховского районного совета ветеранов, с 1990 по 1998 годы был референтом народного депутата Украины.
Проживал в Богодухове. Скончался 27 апреля 2008 года, был похоронен на местном кладбище.

## Награды
Николай Григорьевич Бурлак был удостоен следующих наград и почётных званий:
- Звание Герой Социалистического Труда (Указ Президиума Верховного Совета СССР от 8 апреля 1971) — «за выдающиеся успехи, достигнутые в развитии сельскохозяйственного производства и выполнение пятилетнего плана продажи государству продуктов земледелия и животноводства»;
- Золотая медаль «Серп и Молот» (8 апреля 1971 —  № 18126);
- 2 ордена Ленина (31 декабря 1965 и 8 апреля 1971 —  № 405835);
- Орден Октябрьской революции (24 декабря 1976);
- 2 ордена Трудового Красного Знамени (26 февраля 1958 и 8 декабря 1973);
- медали;
- Почётный гражданин города Богодухова (20 февраля 1996) — «за большой личный вклад в социально-экономическое и культурное развитие города Богодухова, активное участие в общественно-политической жизни города, большую работу по воспитанию подрастающего поколения»;
- Почетный гражданин Богодуховщины (22 февраля 2013, посмертно).